# Марцін Тазбір
Марцін Тазбір (пол. Marcin Tazbir; нар. 22 серпня 1988, Пьотркув-Трибунальський) – польський шахіст, гросмейстер від 2013 року.

## Шахова кар'єра
Триразовий чемпіон Польщі серед юніорів: 1998 (Криниця-Морська, у категорії до 10 років), 2004 (Леба, до 16 років) та 2006 (Леба, до 18 років). Крім того, 2006 року здобув срібну, а 2007 року – бронзову медаль на чемпіонаті країни до 20 років (обидва турніри пройшли в Сьроді-Великопольській). Кілька разів представляв Польщу на чемпіонаті світу та Європи серед юніорів, найкращий результат показавши 2006 року в Батумі, де в групі до 18 років поділив 6-те місце.
Того ж року посів у Вроцлаві 3-тє місце (позаду Рафала Любчиньського і Пьотром Добровольським, турнір WSB Masters) і виконав першу норму на звання міжнародного майстра. Дві наступні виконав 2007 року в Тепліце (поділив 2-ге місце позаду Марціна Дзюби, разом із зокрема, Мікулашем Маником і Радославом Єдинаком) і в клубному чемпіонаті Польщі в Устроні. 2008 року в клубному чемпіонаті Польщі, представляючи кольори клубу PTSz Плоцьк, виконав першу гросмейстерську норму, в першому раунді досягнувши свого найбільшого успіху в одній партії – перемоги над Давидом Наварою. 2012 року виконав другу гросмейстерську норму на міжнародному турнірі Каппель-ла-Гранд, а третю – під час клубного чемпіонату Чехії сезону 2012/13. Разом з командою TJ Tatran Litovel вдруге виборов бронзову медаль цього змагання (перший раз у сезоні-2010/11).
До інших міжнародних успіхів Марціна Тазбіра належать:
- посів 1-ше місце в Гродзиську-Мазовецькому (2006, меморіал Мечислава Найдорфа),
- поділив 2-ге місце в Кошаліні (2006, Меморіал Йозефа Кочана, позаду Алоїзаса Квейніса, разом з Артуром Якубецем і Томашем Варакомським),
- посів 2-ге місце в чемпіонаті Вроцлава (2007, позаду Євгена Шарапова),
- поділив 1-ше місце в Ов'єдо (2007, разом з Юрі Гонсалесом Відалем і Омаром Альмейдою Кінтаною),
- поділив 1-ше місце в Оломоуці (2007).
- посів 1-ше місце в Карвіні (2008)
- поділив 1-ше місце в Опочно (2008, разом з Володимиром Маланюком; турнір зі швидких шахів),
- посів 2-ге місце в Ідштайні (2009, позаду Еріка Цюде),
- поділив 2-ге місце в Карвіні (2009, позаду Мілко Попчева, разом з Кшиштофом Бульським),
- поділив 2-ге місце в Кошаліні (2010, меморіал Йозефа Кочана, позаду Артурса Нейкшанса, разом з Александером Гнідюком),
- поділив 1-ше місце в Карвіні (2010, разом з Кшиштофом Бульським і Петром Габою),
- поділив 2-ге місце в Бухаресті (2011, меморіал Віктора Чокилті, позаду Гергея Сабо, разом з Вадимом Шишкіним),
- поділив 2-ге місце в Поляниці-Здруй (2011, Меморіал Рубінштейна, позаду Александера Гнідюка, разом з Марціном Сєцєховичем і Матеушем Колосовським),
- посів 3-тє місце в Гімарайнші (2012, чемпіонат світу серед студентів; також виграв срібну медаль у командному заліку)[4],
- поділив 3-тє місце в Каппель-ла-Гранд (позаду Лі Чао і Володимира Оніщука, разом з Владиславом Неведничим)[5].
- 1-ше місце на Чемпіонаті Європи серед сліпих і слабкозорих (Ліон 2015) [6]

Найвищий рейтинг Ело в кар'єрі мав станом на 1 червня 2013 року, досягнувши 2561 балів займав тоді 16-те місце серед польських шахістів.